# Кирехоть (деревня)
Кирехоть — деревня в Даниловском районе Ярославской области. Входит в состав Дмитриевского сельского поселения.

## География
Расположена на берегу реки Кирехоть в 23 км на запад от центра поселения села Дмитриевское и в 37 км на юго-запад от райцентра города Данилова.

## История
Церковь во имя Рождества Пресвятой Богородицы с приделами во имя Иоанна Златоуста и Николая Чудотворца построена в 1839 году подполковником Иваном Венедиктовичем Кругликовым на месте погребения его тестя – Сергея Ивановича Власьева. 
В конце XIX — начале XX село входило в состав Рыжиковской волости Романово-Борисоглебского уезда Ярославской губернии.
С 1929 года село входило в состав Рыжиковского сельсовета Даниловского района, с 2005 года — в составе Дмитриевского сельского поселения.

## Население
| 1859 | 1914 | 2002 | 2007 | 2010 |
| ---- | ---- | ---- | ---- | ---- |
| 17   | ↗24  | ↘0   | →0   | →0   |

## Достопримечательности
В деревне расположена действующая Церковь Рождества Пресвятой Богородицы (1839).